# Пастовце
Пастовце (слч. Pastovce) насељено је мјесто са административним статусом сеоске општине (слч. obec) у округу Љевице, у Њитранском крају, Словачка Република.

## Становништво
| Година:    | 1994. | 2004.   | 2014.   | 2024.   |
| ---------- | ----- | ------- | ------- | ------- |
| Број људи: | 561   | 544     | 503     | 479     |
| Разлика:   |       | -3,03 % | -7,53 % | -4,77 % |

| Година:    | 2023. | 2024.   |
| ---------- | ----- | ------- |
| Број људи: | 487   | 479     |
| Разлика:   |       | -1,64 % |

Према подацима о броју становника из 2011. године насеље је имало 530 становника.